# Josef Topol
Pour les articles homonymes, voir Topol.
Josef Topol, né le 1er avril 1935 à Poříčí nad Sázavou et mort le 15 juin 2015 à Prague, est un poète et dramaturge tchèque.

## Biographie
Il devient professeur au Divadlo E. F. Buriana en 1953. Pendant qu'il y travaille, il étudie aussi les études théâtrales à la Divadelní fakulta Akademie múzických umění v Praze (DAMU), étude qu'il termine en 1959. 
En 1965, il devient metteur en scène et dramaturge du Divadlo za branou, dont il est co-fondateur avec Otomar Krejča, Karel Kraus, Jan Tříska et Marie Tomášová mais en 1972, ce théâtre est interdit par le gouvernement tchécoslovaque et Topol n'a plus le droit d'exercer comme dramaturge.
Il signe en 1977 la Charte 77 mais de 1972 à 1989 occupe diverses professions ouvrières tout en faisant des traductions qu'il publie sous le nom d'un de ses amis au Drama Studio d'Ústí nad Labem.
Il meurt à Prague le 15 juin 2015. Ses funérailles ont lieu à Břevnov le 24 à la basilique Saint-Marc où elles sont célébrées par Václav Malý. Parmi les personnes en deuil figurent Vlastimil Harapes et Ondřej Pavelka (cs). Il est inhumé au cimetière de Břevnov (Břevnovském hřbitově (cs)).

### Vie familiale
Son épouse Jiřina Topolová (1932–2016) est la fille de l'écrivain Karel Schulz (cs) (1899–1943). Leur fils aîné Jáchym Topol, né en 1962, est également écrivain, et leur fils cadet Filip Topol (cs) (1965–2013) était membre du groupe de rock Psí vojáci (cs),.

## Œuvres
Drames
- 1955 : Půlnoční vítr
- 1957 : Jejich den
- 1962 : Konec masopustu
- 1964 : Kočka na kolejích napsáno
- 1965 : Slavík k večeři, créé en 1967
- 1966 : Hodina lásky, créé en 1968
- 1968-1970 : Dvě noci s dívkou aneb Jak okrást zloděje, avant-première en 1972
- 1976 : Sbohem, Sokrate!
- 1985 : Stěhování duší
- 1988 : Hlasy ptáků, créé en 1989 au Théâtre de Vinohrady

Traductions
- 1960 : Racek (La Mouette) d' Anton Tchekhov
- 1963 : Romeo a Julie (Roméo et Juliette) de William Shakespeare
- 1965 : Ivanov de Tchekhov (avec K. Kraus)
- 1968 : Tři sestry (Trois sœurs) de Tchekhov (avec K. Kraus)
- 1969 : Marná lásky snaha (Peines d'amour perdues) de Shakespeare
- 1981 : Ifigenie v Aulidě (Iphigénie à Aulis) d'Euripide (avec K. Hubka)